# Перец, Рафи
Рафи́ Пере́ц (ивр. רפי פרץ‎; род. 7 января 1956, Иерусалим) — государственный и политический деятель Израиля, бригадный генерал. Член кнессета 21 созыва. Председатель партии Еврейский дом. Один из основателей и лидер политического блока Союз правых партий. В период с 2010 по 2016 годы — главный военный раввин Армии обороны Израиля.
С 2019 года — министр образования.

## Биография
Рафи Перец родился в Иерусалиме, в семье выходцев из Марокко Иосифа и Маргалит и вырос в районе Кирьят-ха-Йовель. Учился в иешиве Бней-Акива-Натив-Меир, из которой вышло трое будущих генералов Армии обороны Израиля (Элиэзер Штерн, Яир Наве и Ишай Бар).
Служил в Армии обороны Израиля в ВВС пилотом вертолёта, получил звание майора. В рамках резервной службы, он служил в подразделении подготовки пилотов в Лётной школе.

## Семья
Рафи Перец женат на Михаэле Хейман (старшей сестре бригадного генерала Йосси Хеймана), у супружеской пары 12 детей.